# Yotoco
Yotoco es un municipio situado en el departamento de Valle del Cauca (Colombia), en la subregión del Centro. Según el censo de 2023, tiene una población de 16 426 habitantes.
Es conocido como "El Rey de los Vientos". fue fundado en 1622 a orillas del río que lleva su nombre. Dista de Cali 55 km aproximadamente. Se destacan como referentes arquitectónicos y turísticos La Hacienda Hato Viejo, declarada monumento nacional desde 1996, y la Laguna el Sonso.

## Geografía
El territorio de Yotoco está dividido en dos zonas diferentes: una plana, perteneciente al Valle del río Cauca, y otra montañosa, al occidente, que hace parte de la vertiente oriental de la cordillera Occidental. Entre los accidentes orográficos se destacan los Altos de Corazón, El Jardín, Guacas, La Cecilia, La Florida, Paloalto, Pan de Azúcar y Púlpito.
Sus tierras están distribuidas en pisos térmicos, cálido, medio y frío, regadas por el río Cauca y los ríos Mediacanoa, Piedras, Volcán y Yotoco, además de variadas corrientes menores.

### Límites
Limita por el norte con el municipio de Riofrío; por el este con San Pedro y Buga; por el sur, con Guacarí, El Cerrito y Vijes, y por el oeste con Restrepo y Calima.

## Historia
Según los historiadores esta región estaba habitada por los indios gorrones a la llegada de los conquistadores españoles. La localidad fue fundada por el capitán español Diego Rengifo Salazar el 15 de septiembre del año 1622, a orillas del río que lleva su nombre.
Según la leyenda, en ese sitio mandaba el cacique Yotat, y el nombre Yotoco significa "cerbatana", debido a que la población estaba cerca de la tierra de cerbatana.
El 5 de diciembre de 1777 fue erigida en viceparroquia, en 1858 figuraba como aldea y en 1864 fue elevada a la categoría de distrito con el nombre de "Sucre", el cual se conservó hasta 1868. Por medio del decreto 455 de 24 de abril de 1908 fue anexada al municipio de Buga. Luego, en 1912, según la Ley 23, pasó al municipio de Cali. Ese mismo año volvió a pertenecer a Buga hasta que, finalmente, se le dio la autonomía y pasó a ser el Municipio de Yotoco.

## División Político-Administrativa
Además de su Cabecera municipal. Yotoco tiene bajo su jurisdicción los siguientes Centros poblados:
- Campoalegre
- El Caney
- Jiguales
- Las Delicias
- Los Planes
- Mediacanoa
- Miravalle
- Puente Tierra
- Punta Brava
- Rayito
- San Antonio de Piedras

## Economía
Las principales actividades económicas son la agricultura, la ganadería y la minería. Sobresalen los cultivos de soya, café, papa, maíz, algodón, caña de azúcar, plátano, arroz, fríjol, banano, uvas, frutas y legumbres. De igual manera se explota carbón, oro, cal, cuarzo, hierro, arcilla y plata.
Aporta a la economía de la región el turismo y las vistas a las Reservas Naturales. Los comedores o puntos de venta de la carretera o variante generan un alto número de empleos informales.

## Generalidades
Dista de Cali unos 55 km y se comunica por carretera con Buga, Riofrío, Vijes, Calima Darien y Restrepo. La parte que le corresponde del río Cauca es navegable.
Dispone de 4 establecimientos de enseñanza media, 2 escuelas de primaria urbanas y 21 rurales. El municipio pertenece a la Diócesis de Palmira, al Circuito de Registro, al Distrito Judicial de Buga, a la Circunscripción Electoral del valle del Cauca, siendo además, Cabecera Notarial.

## Patrimonio

### Hacienda Hato Viejo
Fue declarada monumento nacional de Colombia en 1996. Su casona data, al igual que su capilla, de hace más de 350 años. En el siglo xviii la hacienda jugó un papel socioeconómico y cultural muy importante dentro del circuito económico colonial, dado que se encargó de abastecer a las minas de alimentos y diversos productos derivados de la caña. También fue un instrumento de colonización y población de la región que hoy se denomina Valle del Cauca.

### Laguna el Sonso o Chircal
Es una Reserva natural desde 1987 por medio del Acuerdo CVC No 17, de octubre de 1978 y fue reglamentada la utilización del suelo, agua y espacio aéreo mediante el Acuerdo CVC No 16, de mayo de 1979. La laguna tiene una extensión de 2045 hectáreas ubicada entre los municipios Guacarí, Buga y Yotoco. Además es el humedal de mayor tamaño del sistema Cauca, en su parte alta, y es uno de los sitios más importantes a nivel regional para observar aves, así como realizar educación ambiental, recreación contemplativa e investigación. La Laguna de Sonso es uno de los pulmones del Valle del Cauca que ayuda a regular el agua del río Cauca, siendo el humedal más importante de la región. Ha sido blanco de acciones irregulares y de otras que han llegado, incluso, hasta los estrados judiciales para su defensa y recuperación.

## Servicios públicos
- Energía Eléctrica: Celsia, es la empresa prestadora del servicio de energía eléctrica.
- Gas Natural: Gases de Occidente es la empresa distribuidora y comercializadora de gas natural en el municipio.